# Студентське етнографічне товариство
Студе́нтське Етнографі́чне товари́ство (СЕТ) – Республіканська молодіжна громадська організація, заснована у серпні 1998 р.
Організація акредитована при ЮНЕСКО як експерт нематеріальної культурної спадщини.
Рада товариства рад діє у Мінську, де знаходиться офіс СЕТ, у Городні, Вітебську і Могильові існують філії.

## Цілі
Основні цілі діяльності:
- збереження, розвиток та забезпечення спадкоємності білоруської автентичної культурної традиції;
- збереження та відновлення натурального середовища існування традиційної етнічної культури, білоруського природного та культурного ландшафту.

## Напрямки діяльності
Напрямки діяльності СЕТ:
- проведення етнографічних експедицій;
- проведення традиційних свят і обрядів, участь у святах, що відбуваються в автентичних середовищах;
- проведення таборів, гуртків, майстер-класів з народних ремесел;
- навчання традиційному співу та танцю;
- проведення мистецьких виставок та фестивалів;
- видання фольклорних матеріалів у вигляді друкованих видань та компакт-дисків;
- проведення творчих зустрічей, лекцій, семінарів, створення навчально-методичної літератури;
- проведення акцій екологічного характеру, захист архітектурних та ландшафтних пам'яток;
- популяризація традиційної культури у ЗМІ;
- участь у міжнародних фестивалях, святах, літніх школах.

## Гонорові члени СЕТ
Зінаїда Мажейка

Регіна Гамзовіч